# 송치규
송치규(宋穉圭, 1759년 ~ 1838년)는 조선의 학자이다. 자는 기옥, 호는 강재이며, 본관은 은진이다. 김정묵 문하에서 배울 때 너무 온순하여 스승이 호를 강재라 지어주었다. 순조 때 이조참판까지 올랐으나 모두 사퇴하고 현종 때 정헌 대부에 올랐다. 천성이 온순하고 의리에 투철하여 그가 죽자 많은 사람들이 그의 죽음을 애도하여 문인 100여 명이 모두 상복을 입고 상여를 따랐다. 이이, 김장생의 학문을 계승하여 이기일원론을 주장하였으며, 많은 제자들을 길러냈다.